# 鮑林山
86°28′S 147°18′W / 86.467°S 147.300°W
鮑林山（英語：Mount Bowlin）是南極洲的山峰，位於瑪麗伯德地，處於范里斯冰川和羅比森冰川終點之間，海拔高度2,230米，在1934年12月由美國探險隊發現，現時由南極條約體系管理。